# Allobaccha euryptera
Allobaccha euryptera är en tvåvingeart som beskrevs av Mario Bezzi 1908. Allobaccha euryptera ingår i släktet Allobaccha och familjen blomflugor.
Artens utbredningsområde är Kongo. Inga underarter finns listade i Catalogue of Life.